# Taylor Spreitler
Taylor Spreitler (* 23. října 1993, Hattiesburg, Mississippi, Spojené státy americké) je americká herečka a bývalá modelka. Proslavila se rolí v seriálu Tak jde čas na stanici NBC a rolí v seriálu Melissa a Joey na stanici ABC Family.

## Životopis
SPreitler se narodila v Hattiesburgu v Mississippi a své dětství strávila ve Wigginsu a Amory v Mississippi. Její otec spáchal 5. července 2016 sebevraždu, kvůli depresím.

## Kariéra
Na začátku své kariéry získala roli v reklamě pro Motrin. Následovaly série spotů pro JIF, Hess a Chuck E. Cheese's.
V lednu 2009 podepsala tříletý kontrakt na roli Mii McCormick v telenovele Tak jde čas na stanici NBC. Naposledy se v seriálu objevila v červnu 2010 a poté byla osvobozena od své smlouvy. V roce 2010 získala hlavní roli Lennox Scanlon v seriálu Melissa a Joey na stanici ABC Family. V roce 2016 byla obsazena do sitcomu stanice CBS Kevin si počká, jako dcera postavy Kevina Jamese. Následující rok se objevila po boku Belly Thorne a Thomase Manna v hororovém snímku Amityville: Probuzení.

## Filmografie
| Rok  | Název                 | Role           | Poznámky            |
| ---- | --------------------- | -------------- | ------------------- |
| 2007 | All Souls Day         | Alice          | krátkometrážní film |
| 2012 | 3 Day Test            | Lu Taylor      |                     |
| 2013 | Smrtící fachman       | McKenzie Chase |                     |
| 2015 | Girl on the Edge      | Hannah Greene  |                     |
| 2017 | Amityville: Probuzení | Marissa        |                     |
| 2018 | Leprechaun Returns    | Lila           |                     |

| Rok       | Název                                     | Role             | Poznámky               |
| --------- | ----------------------------------------- | ---------------- | ---------------------- |
| 2005      | Zákon a pořádek: Útvar pro zvláštní oběti | Chloe Sellers    | díl: „Panenství“       |
| 2009-10   | Tak jde čas                               | Mia McCormick    | 139 dílů               |
| 2010-15   | Melissa a Joey                            | Lennox Scalon    | hlavní role, 104 dílů  |
| 2012      | Never Fade Away                           | Trish Cavanaugh  | 4 díly                 |
| 2012      | Zákon a pořádek: Útvar pro zvláštní oběti | Taylor Culphers  | díl: „Friending Emily“ |
| 2012      | Stalked at 17                             | Angela           | TV film                |
| 2013      | 3 Day Test                                | Lu Taylor        | TV film                |
| 2014      | Category 5                                | mladá Victoria   | TV film                |
| 2015      | Sběratelé kostí                           | Courtney Hodsoll | díl: „Mrtvola v řece“  |
| 2015      | Myšlenky zločince                         | Riley Desario    | díl: „Pariahville“     |
| 2015      | Casual                                    | Mia              | 6 dílů                 |
| 2016–2018 | Kevin si počká                            | Kendra Gable     | hlavní role, 48 dílů   |